# Klobuk

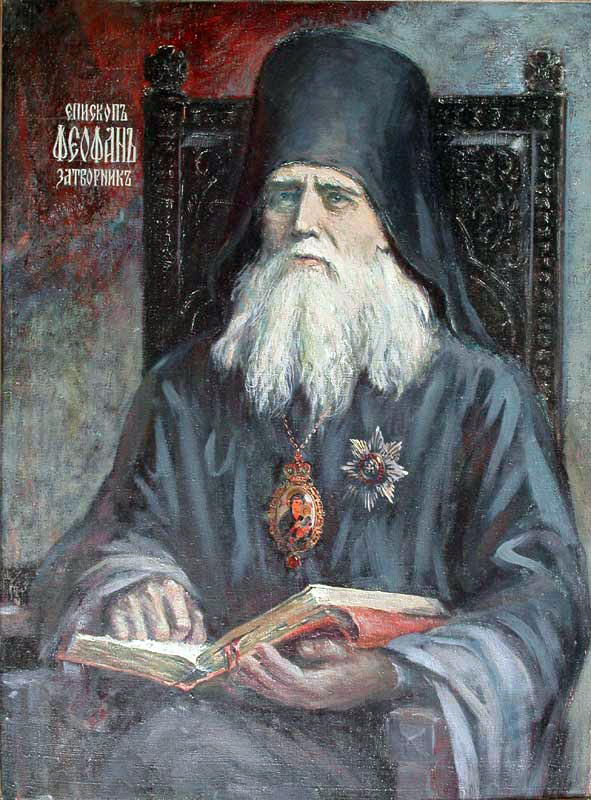
São Teofano, o Recluso, vestindo um klobuk

A klobuk (do turco: kalpak - chapéu; russo: клобук)é um item de vestuário monástico usado por Monges e Bispos Ortodoxos e Orientais Católicos, especialmente na tradição russa. É composto por um camelauco (cobertura de cabeça preta endurecida, redonda e plana no topo) com um epanokamelavkion que cobre completamente o camelauco e pende sobre os ombros e as costas.

## Visão Geral

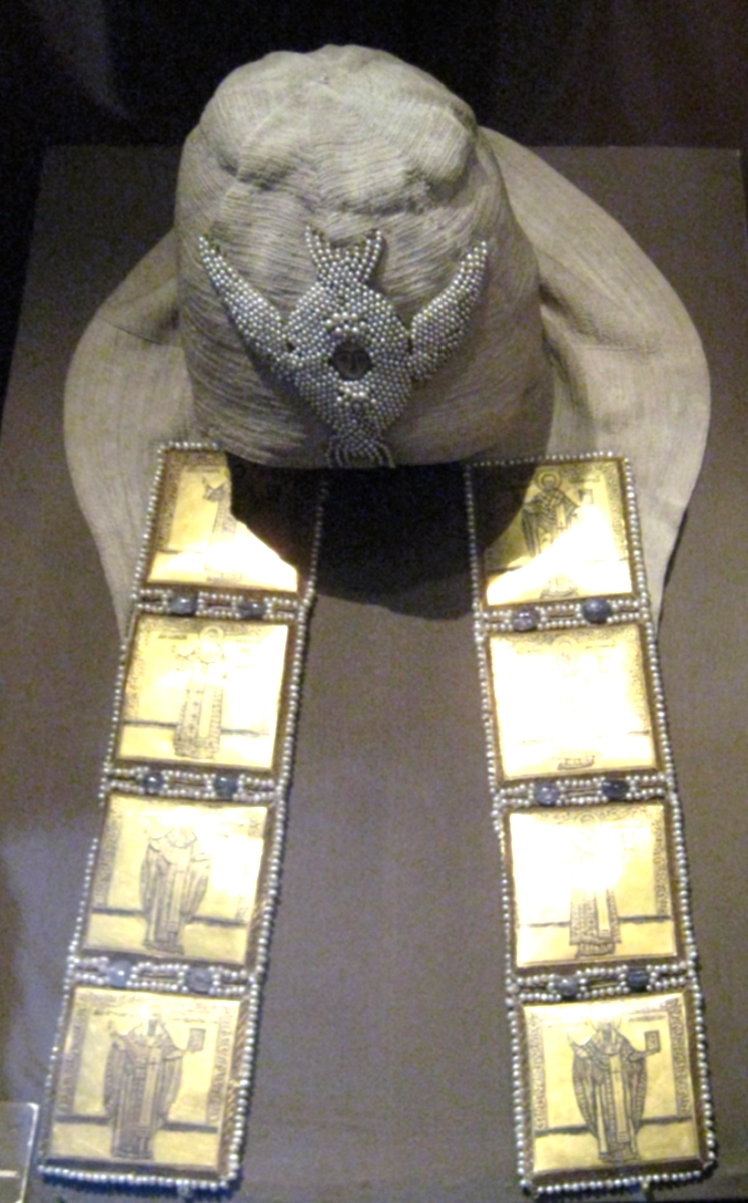
Klobuk do Patriarca Filareto de Moscou (1619-33), Museu do Kremlin

Na tradição atonita, o epanokamelavkion é simplesmente colocado sobre o camelauco e deixado pendurado livremente, mas em outras tradições é permanentemente anexado.
O klobuk é o capacete mais usado na Igreja por monges professos. Durante os serviços, há momentos específicos em que os monges devem remover o klobuk e colocá-lo em seu ombro esquerdo para denotar reverência pelo sagrado (por exemplo, quando o sacerdote traz o cálice pelas Portas Santas para a distribuição da Sagrada Comunhão durante a Divina Liturgia). As freiras normalmente não removem o klobuk em nenhum momento durante os cultos.
O klobuk é frequentemente usado pelos Bispos também. Os Bispos diocesanos usam o simples klobuk monástico. Arcebispos e Metropolitas eslavos geralmente usam uma pequena cruz de joias na frente de seu klobuk como marca de sua posição. Metropolitas usam um klobuk que é branco em vez de preto.
O Patriarca da Romênia usa um klobuk branco, bem como um rason branco.
O Patriarca de Moscou usa o cucúlio, uma touca branca semelhante ao klobuk que é arredondada na parte superior, decorada com imagens bordadas de serafins e encimada por uma cruz.
Patriarcas e Bispos das Igrejas Católica Copta e Católica Armênia usam klobuks, embora não seja um capacete usado por seus colegas ortodoxos orientais. Os klobuks vermelhos foram usados por um Patriarca Católico Copta, um Católico católico armênio, e um Arcebispo católico ucraniano depois de ser elevado ao cardinalato. Um klobuk roxo foi usado por um Bispo católico ucraniano.

## Notas

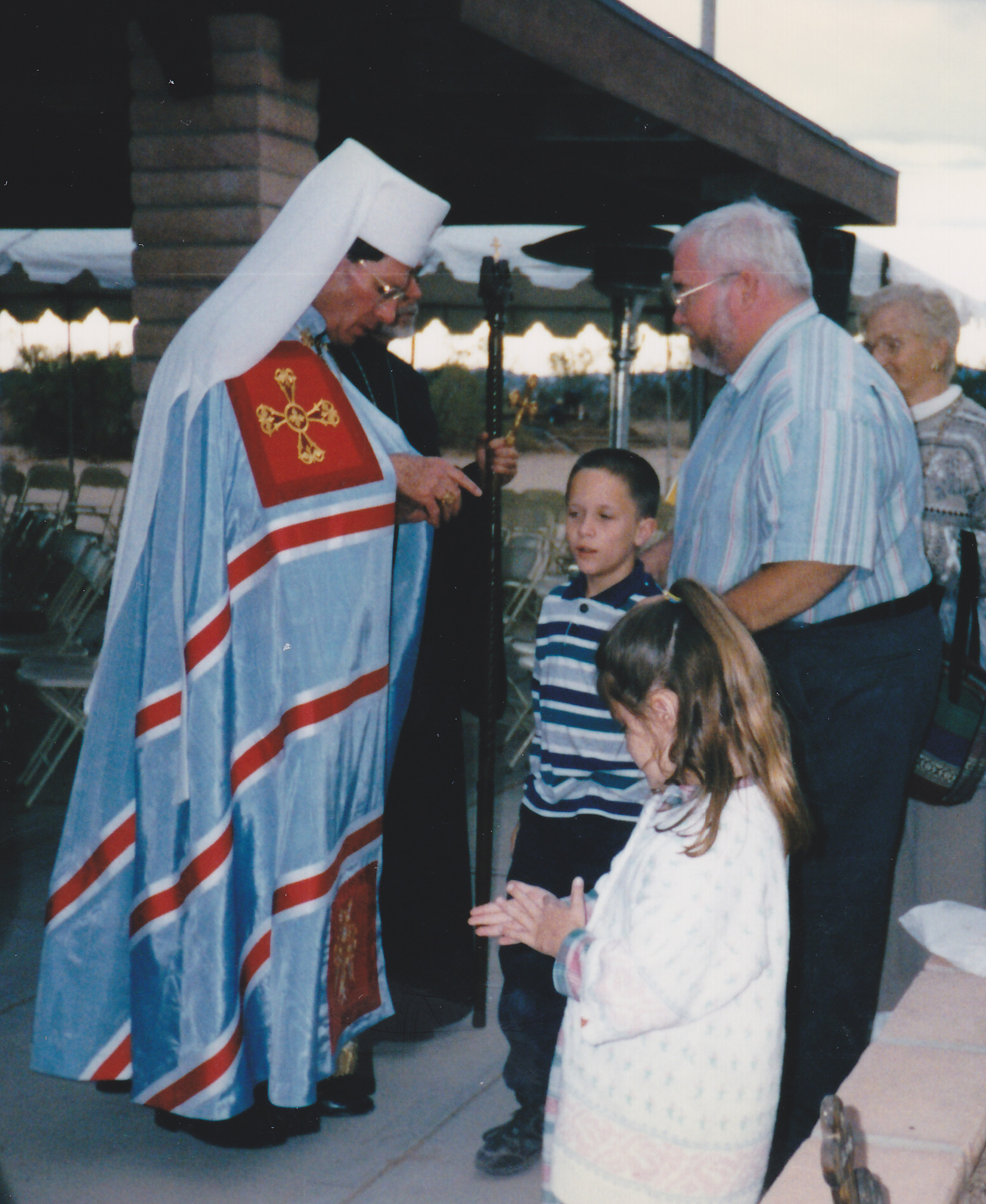
Judson Procyk, um Metropolita Católico Oriental, vestindo um klobuk branco